# Coterie holbachiana
"Coterie holbachiana" (in francese, La coterie holbachique) è un'espressione coniata da Jean-Jacques Rousseau per indicare un gruppo di illuministi francesi che negli anni tra il 1750 e il 1780 si incontravano con regolarità al salotto parigino del ricchissimo barone Paul Henri Thiry d'Holbach, egli stesso filosofo ed enciclopedista di matrice atea e materialista.
Il salotto divenne presto un importante luogo d'incontro tra pensatori. In esso, Diderot poté reclutare alcuni degli intellettuali che contribuiranno alla redazione dell'Encyclopédie (la pubblicazione iniziò nel 1751). Lo stesso Rousseau frequentò il gruppo, ma lo abbandonò dopo aver litigato con Diderot.
Gli incontri avvenivano ogni settimana, i giovedì e le domeniche, nella casa in rue Royale, sulla Butte Saint-Roch (una piccola collina, oggi scomparsa, nel perimetro dell'odierna Parigi). D'estate si riunivano allo Chateau Grand-Val, residenza di campagna di Holbach.
All'appuntamento erano invitati dodici ospiti, non sempre gli stessi, che si incontravano al salotto dalle due alle sette o otto di sera. Erano ospiti regolari Diderot, Helvetius, d'Alembert, Raynal, Boulanger (dopo la sua morte vennero fatte uscire opere postume a suo nome in realtà scritte da Holbach e altri), Morellet, Saint-Lambert, Marmontel e Jacques-André Naigeon (il collaboratore più vicino al barone nella diffusione clandestina dei pamphlet antireligiosi); occasionalmente partecipavano Buffon, Turgot e Quesnay. Tra gli altri ospiti che visitarono il salotto si contano oltre a Rousseau, Galiani, Le Roy, Duclos, Venel, Barthez, Rouelle, Roux e Suard.
Anche pensatori stranieri, in ragione della loro fama, avevano accesso al prestigioso salotto; tra questi, David Hume, Friedrich Melchior von Grimm, Laurence Sterne, David Garrick, Horace Walpole, Pietro e Alessandro Verri, Benjamin Franklin, Joseph Priestley, Adam Smith, Cesare Beccaria e Edward Gibbon.